# راه دیگر (فیلم ۲۰۱۵)
راه دیگر (انگلیسی: Another Way؛ کره‌ای: 다른 길이 있다) یک فیلم مستقل درام عاشقانه محصول کره جنوبی به کارگردانی چو چانگ هو است که نخستین بار در بیستمین جشنواره بین‌المللی فیلم بوسان در سال ۲۰۱۵ به نمایش درآمد و سپس در سال ۲۰۱۷ در سینماهای کره جنوبی اکران شد.

## بازیگران
- کیم جه ووک در نقش سو وان
- سو یه جی در نقش جونگ وون
- کانگ سو جین در نقش هه می
- جو یونگ جین در نقش پدر سو وان
- کانگ ئه شیم در نقش مادر جونگ وون
- کیم سه دونگ در نقش پدر جونگ وون